# 第43回総理大臣杯全日本大学サッカートーナメント
2019年度 第43回 総理大臣杯 全日本大学サッカートーナメントは、2019年8月29日から9月7日にかけて開催された、42回目の総理大臣杯全日本大学サッカートーナメントである。
明治大学が2年連続3度目の優勝を果たした。

## 概要
全国9地域の大学サッカー連盟から選出された24チームによってトーナメント方式で争われる。

## 出場校
| 地域       | 出場校                 | 出場回数       |
| ---------- | ---------------------- | -------------- |
| 北海道 (2) | 北海道教育大学岩見沢校 | 05年連続07回目 |
| 北海道 (2) | 北海学園大学           | 21年ぶり03回目 |
| 東北 (1)   | 仙台大学               | 05年連続34回目 |
| 関東 (7)   | 明治大学               | 05年連続16回目 |
| 関東 (7)   | 立正大学               | 初出場         |
| 関東 (7)   | 駒澤大学               | 02年連続17回目 |
| 関東 (7)   | 筑波大学               | 02年ぶり25回目 |
| 関東 (7)   | 法政大学               | 03年連続22回目 |
| 関東 (7)   | 順天堂大学             | 02年ぶり14回目 |
| 関東 (7)   | 拓殖大学               | 37年ぶり02回目 |
| 北信越 (1) | 新潟医療福祉大学       | 02年連続04回目 |
| 中国 (1)   | IPU・環太平洋大学      | 03年連続06回目 |

| 地域     | 出場校                 | 出場回数       |
| -------- | ---------------------- | -------------- |
| 東海 (3) | 静岡産業大学           | 10年ぶり07回目 |
| 東海 (3) | 中京大学               | 05年連続27回目 |
| 東海 (3) | 東海学園大学           | 04年連続07回目 |
| 関西 (4) | びわこ成蹊スポーツ大学 | 03年ぶり03回目 |
| 関西 (4) | 関西大学               | 02年ぶり18回目 |
| 関西 (4) | 大阪経済大学           | 04年ぶり04回目 |
| 関西 (4) | 大阪体育大学           | 10年連続25回目 |
| 四国 (2) | 高知大学               | 02年ぶり28回目 |
| 四国 (2) | 四国学院大学           | 初出場         |
| 九州 (3) | 福岡大学               | 03年連続35回目 |
| 九州 (3) | 鹿屋体育大学           | 02年連続15回目 |
| 九州 (3) | 日本文理大学           | 02年連続05回目 |

## 会場
- ヤンマースタジアム長居
- ヤンマーフィールド長居
- J-GREEN堺
- たけびしスタジアム京都
- 神戸総合運動公園ユニバー記念競技場
- みきぼうパークひょうご（三木総合防災公園球技場）

## 試合結果

### 1回戦
| #1 | 2019年8月29日 15:30 |

| IPU・環太平洋大学             | 2 - 4          | 仙台大学                                                      |
| 赤木直人 39分 · 里出怜央 72分 | 公式記録 (PDF) | 井上友也 15分 · 本吉佑多 32分 · 藤岡優也 77分 · 岩渕弘人 89分 |

| ヤンマースタジアム長居 観客数: 506人 主審: 廣瀬成昭 |

| #2 | 2019年8月29日 18:00 |

| 大阪経済大学  | 1 - 2          | 中京大学                        |
| 植村宥紀 62分 | 公式記録 (PDF) | 水口湧斗 89分 · 加藤弘也 90+5分 |

| ヤンマースタジアム長居 観客数: 668人 主審: 柳田翔 |

| #3 | 2019年8月29日 15:30 |

| 福岡大学                                   | 1 - 1 (延長)   | 新潟医療福祉大学                                |
| 梅木翼 40分                                | 公式記録 (PDF) | 佐々木快 75分                                   |
|                                            | PK戦           |                                                 |
| 河原創 饗庭瑞生 田中純平 今田源紀 菅田真啓 | 5 - 3          | 鶴田雄佑 二階堂正哉 高野俊晟 シマブク・カズヨシ |

| 神戸総合運動公園ユニバー記念競技場 観客数: 258人 主審: 森数真治 |

| #4 | 2019年8月29日 18:00 |

| 北海学園大学 | 0 - 11         | 拓殖大学 |
|              | 公式記録 (PDF) | 奥村晃司 5分 · 長尾吉家 11分, 35分 · 池田廉 13分, 14分, 44分 · 小宮嶺 25分 · 増田力也 28分 · 加賀美右京 64分 · 田中幸大 74分, 79分 |

| 神戸総合運動公園ユニバー記念競技場 観客数: 110人 主審: 川勝彬史 |

| #5 | 2019年8月29日 15:30 |

| 日本文理大学 | 0 - 3          | 東海学園大学                                    |
|              | 公式記録 (PDF) | 野中魁 80分 · 白川大吾廊 86分 · 加藤大貴 90+4分 |

| ヤンマーフィールド長居 観客数: 385人 主審: 村田裕紀 |

| #6 | 2019年8月29日 18:00 |

| 大阪体育大学                      | 2 - 0          | 北海道教育大学岩見沢校 |
| 瀬尾純基 45+1分 · 高橋一輝 90+3分 | 公式記録 (PDF) |                        |

| ヤンマーフィールド長居 観客数: 262人 主審: 山口隆平 |

| #7 | 2019年8月29日 15:30 |

| 鹿屋体育大学                                  | 3 - 1          | 四国学院大学  |
| 藤本一輝 52分 · 山口卓己 57分 · 根本凌 90+5分 | 公式記録 (PDF) | 久保田蓮 38分 |

| たけびしスタジアム京都 観客数: 434人 主審: 堀善仁 |

| #8 | 2019年8月29日 18:00 |

| 高知大学 | 0 - 1 (延長)   | 静岡産業大学  |
|          | 公式記録 (PDF) | 早川諒祐 92分 |

| たけびしスタジアム京都 観客数: 358人 主審: 松本康之 |

### 2回戦
| #9 | 2019年9月1日 11:00 |

| 中京大学      | 1 - 5          | 順天堂大学                                                            |
| 西口黎央 31分 | 公式記録 (PDF) | 鈴木啓太郎 17分 · 浮田健誠 61分 · 大森真吾 69分, 78分 · 鬼島和希 76分 |

| J-GREEN堺 S2フィールド 観客数: 213人 主審: 山口隆平 |

| #10 | 2019年9月1日 13:30 |

| 明治大学          | 2 - 1          | 仙台大学      |
| 佐藤亮 51分, 66分 | 公式記録 (PDF) | 松尾佑介 23分 |

| J-GREEN堺 S2フィールド 観客数: 198人 主審: 村田裕紀 |

| #11 | 2019年9月1日 11:00 |

| 関西大学                                      | 3 - 0          | 拓殖大学 |
| 大久保優 17分 · 松本歩夢 23分 · 高橋晃平 29分 | 公式記録 (PDF) |          |

| みきぼうパークひょうご第1球技場 観客数: 347人 主審: 井手本瞭 |

| #12 | 2019年9月1日 13:30 |

| 福岡大学    | 1 - 0          | 駒澤大学 |
| 大崎舜 14分 | 公式記録 (PDF) |          |

| みきぼうパークひょうご第1球技場 観客数: 280人 主審: 柳岡拓磨 |

| #13 | 2019年9月1日 11:00 |

| 大阪体育大学                                          | 3 - 1          | 筑波大学      |
| 林大地 66分 · アフラギ・マハディ 71分 · 永吉広大 83分 | 公式記録 (PDF) | 高嶺朋樹 20分 |

| みきぼうパークひょうご第2球技場 観客数: 328人 主審: 堀善仁 |

| #14 | 2019年9月1日 13:30 |

| 立正大学   | 1 - 0          | 東海学園大学 |
| 見原慧 5分 | 公式記録 (PDF) |              |

| みきぼうパークひょうご第2球技場 観客数: 364人 主審: 高崎航地 |

| #15 | 2019年9月1日 11:00 |

| 法政大学                                              | 4 - 1          | 静岡産業大学  |
| 佐藤大樹 21分, 46分 · 松澤彰 74分 · 長谷川元希 90+1分 | 公式記録 (PDF) | 川原由斗 80分 |

| J-GREEN堺 S5フィールド 観客数: 276人 主審: 西村隆宏 |

| #16 | 2019年9月1日 13:30 |

| 鹿屋体育大学 | 0 - 1 (延長)   | びわこ成蹊スポーツ大学 |
|              | 公式記録 (PDF) | 井上直輝 98分, PK分    |

| J-GREEN堺 S5フィールド 観客数: 414人 主審: 大橋侑祐 |

### 3回戦
| #17 | 2019年9月3日 15:30 |

| 関西大学                             | 3 - 1 (延長)   | 福岡大学      |
| 福原涼太 57分 · 宮脇和輝 91分, 103分 | 公式記録 (PDF) | 梅田魁人 55分 |

| ヤンマースタジアム長居 観客数: 526人 主審: 松本康之 |

| #18 | 2019年9月3日 18:20 |

| 明治大学      | 1 - 0          | 順天堂大学 |
| 中村帆高 41分 | 公式記録 (PDF) |            |

| ヤンマースタジアム長居 観客数: 339人 主審: 道山悟至 |

| #19 | 2019年9月3日 15:30 |

| 立正大学 | 0 - 1          | 大坂体育大学 |
|          | 公式記録 (PDF) | 林大地 79分  |

| ヤンマーフィールド長居 観客数: 608人 主審: 内山翔太 |

| #20 | 2019年9月3日 18:00 |

| 法政大学                                                           | 6 - 1          | びわこ成蹊スポーツ大学 |
| 松澤彰 9分, 22分 · 森岡陸 31分 · 佐藤大樹 63分 · 飯島陸 77分, 79分 | 公式記録 (PDF) | 小畑翔太郎 70分        |

| ヤンマーフィールド長居 観客数: 415人 主審: 矢野浩平 |

### 準決勝
| #21 | 2019年9月5日 15:30 |

| 大阪体育大学 | 0 - 1          | 法政大学    |
|              | 公式記録 (PDF) | 森俊貴 70分 |

| ヤンマーフィールド長居 観客数: 743人 主審: 堀格郎 |

| #22 | 2019年9月5日 18:00 |

| 明治大学                    | 2 - 1          | 関西大学      |
| 佐藤亮 20分 · 中村帆高 21分 | 公式記録 (PDF) | 高橋晃平 64分 |

| ヤンマーフィールド長居 観客数: 774人 主審: 花川雄一 |

### 決勝
| #23 | 2019年9月7日 18:00 |

| 明治大学                      | 2 - 1          | 法政大学        |
| 佐藤亮 27分 · 小野寺健也 69分 | 公式記録 (PDF) | 大西遼太郎 23分 |

| ヤンマースタジアム長居 観客数: 3,841人 主審: 谷本涼 |